# Route H01 (Ukraine)
La N01 (en ukrainien : H01) est une route nationale reliant Kiev à Znamianka en Ukraine.

## Description
La route H01 relie la capitale Kiev aux régions centrales.

## Tracé
| Km                   | Agglomérations           | Carte interactive |
| -------------------- | ------------------------ | ----------------- |
| 0 km                 | Kiev                     |                   |
| Oblast de Kiev       |                          |                   |
| 47 km                | Oboukhiv                 |                   |
| 81 km                | Kaharlyk                 |                   |
| 107 km               | Myronivka                |                   |
| Oblast de Tcherkassy |                          |                   |
| 146 km               | Korsoun-Chevtchenkivskyï |                   |
| 164 km               | Horodychtche             |                   |
| 200 km               | Smila                    |                   |
| 234 km               | Kamianka                 |                   |
| 245 km               | Nova Osota (uk)          |                   |
| 248 km               | Oleksandrivka            |                   |
| Oblast de Kirovohrad |                          |                   |
| 275 km               | Znamianka Drouha         |                   |

## Galerie

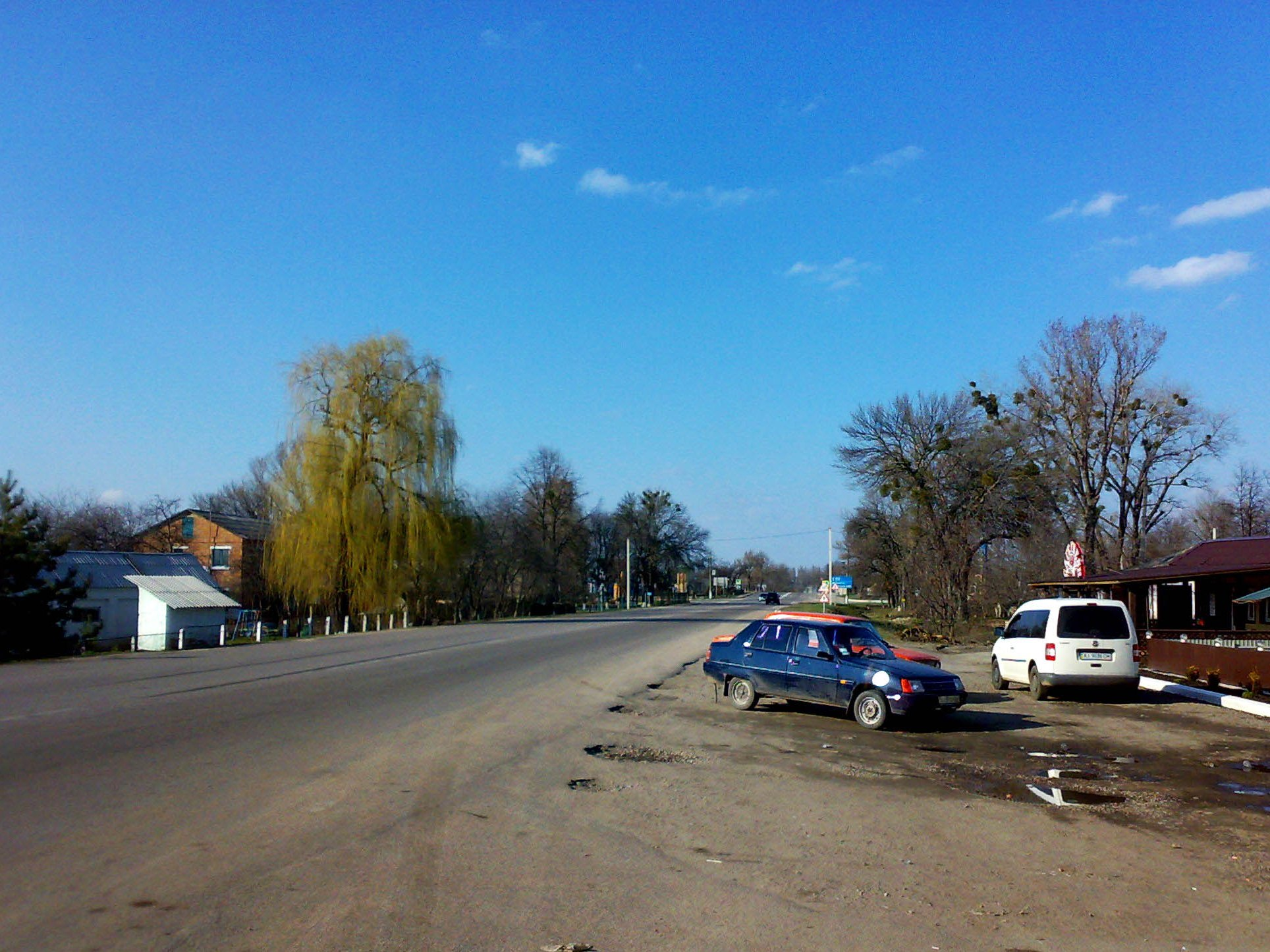
La H01 à Rosava.
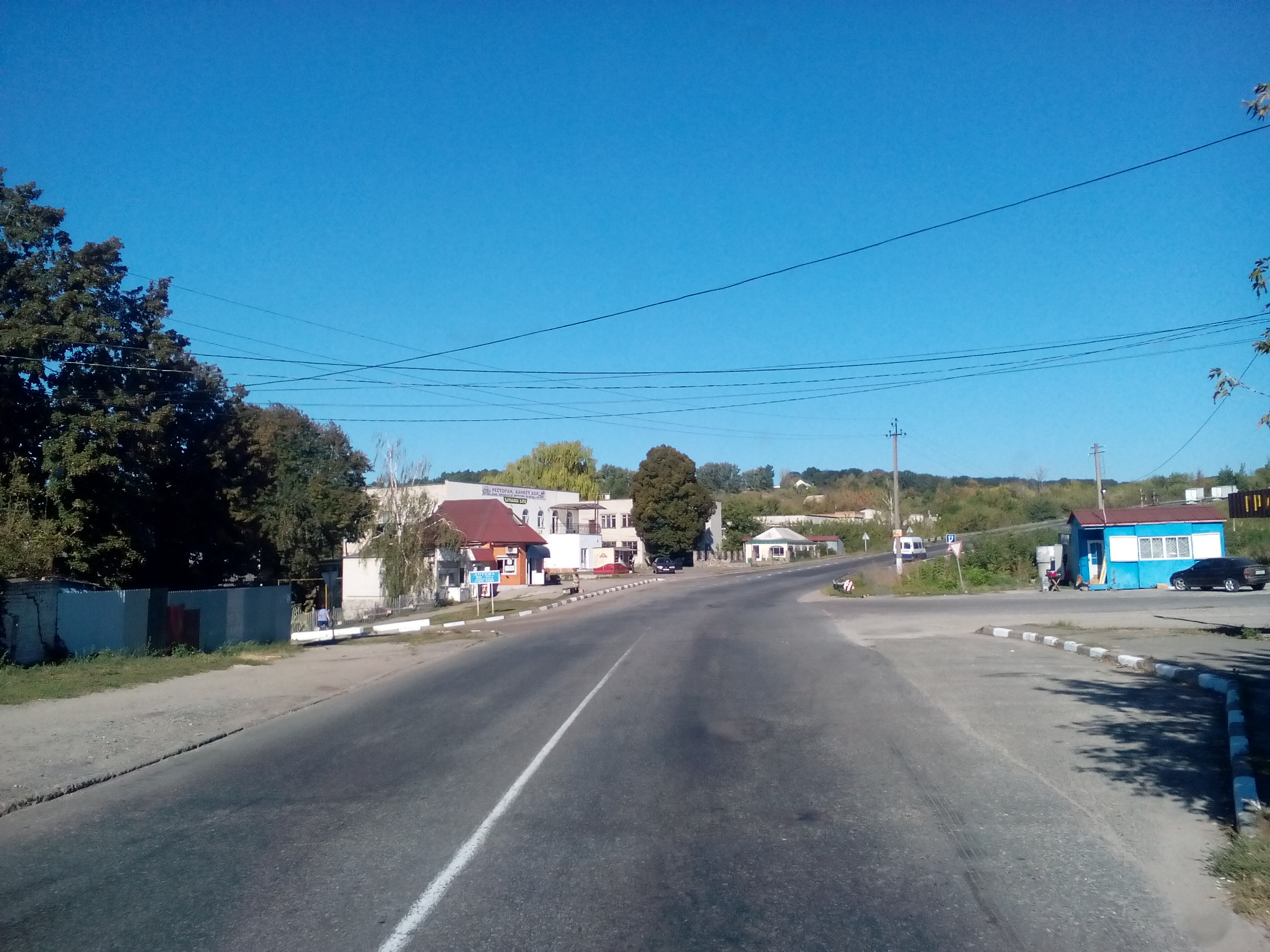
Le village d'Hryhorivka.
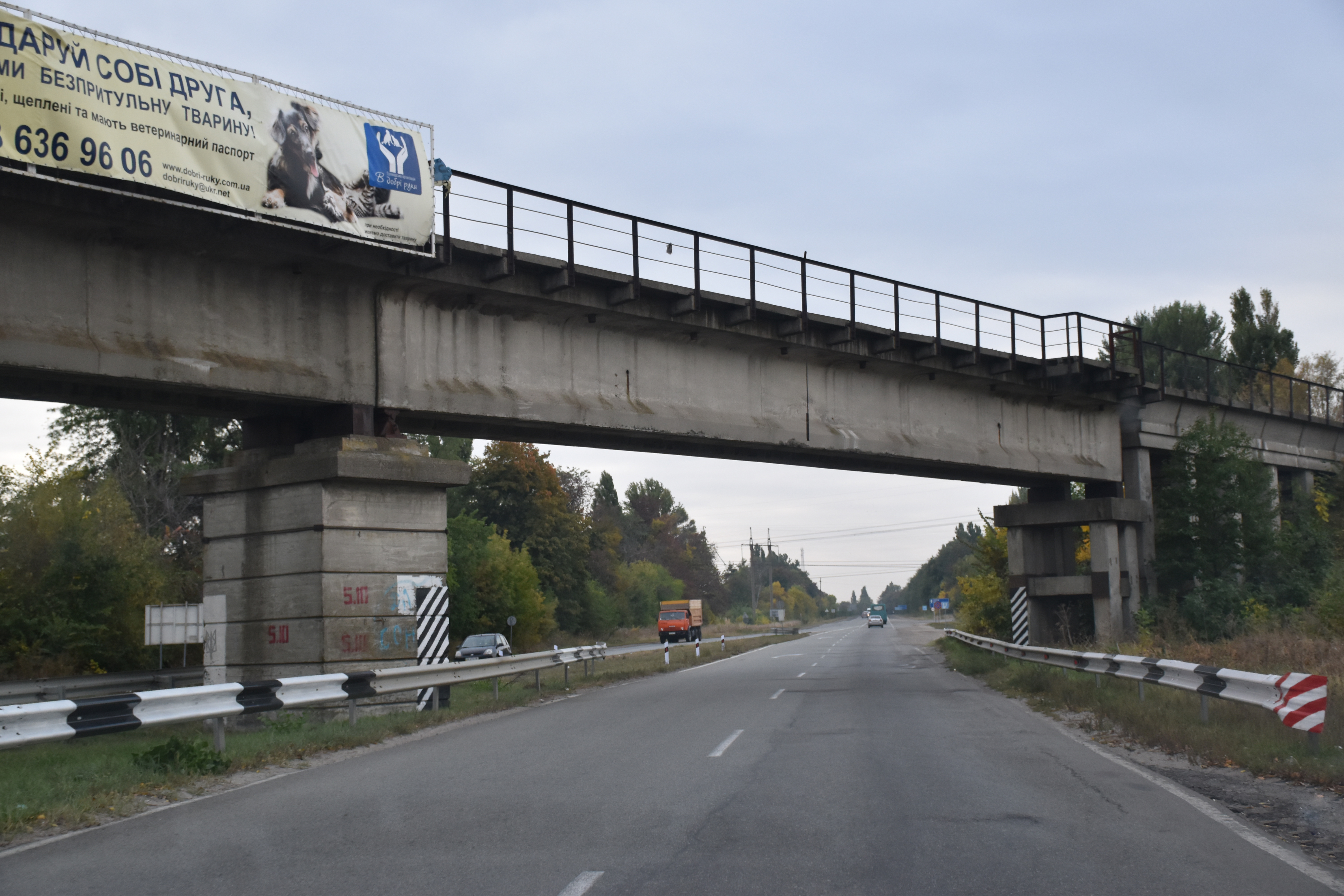
Sortie d'Oboukhiv de la H01.